# PMN (mine)
Pour les articles homonymes, voir PMN.

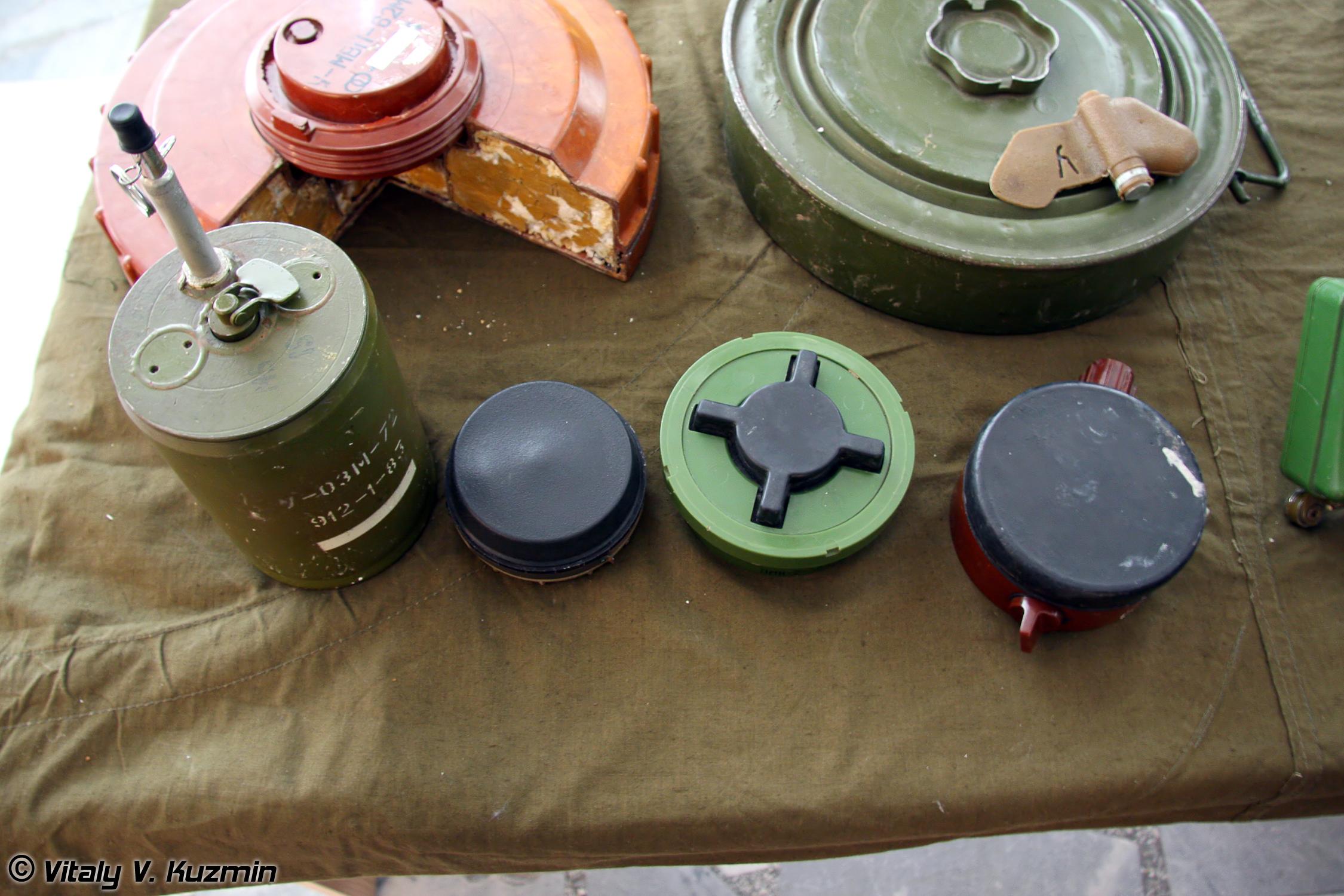
Première rangée, de gauche à droite : mines antipersonnel OZM-72, PMN-4, PMN-2 et PMN-1. Les deux plus grosses mines sont les mines antichars soviétiques TM-62P2 et TM-46 (avec une PFM-1 posée dessus).

La série de mines antipersonnel PMN (en russe : противопехотная мина нажимная, littéralement « mine antipersonnel à pression ») a été conçue et fabriquée en Union soviétique. C’est l’un des dispositifs les plus utilisés et les plus courants lors des opérations de minage. Elles sont parfois surnommées « veuve noire » en raison de leur enveloppe sombre.

## PMN-1
La conception de la mine PMN-1 date de la fin des années 1950. Elle est particulièrement meurtrière parce qu’elle contient une charge explosive inhabituellement grande par rapport à la plupart des autres mines antipersonnel. À titre de comparaison, la plupart des mines antipersonnel (par exemple la VS-50) contiennent environ 50 grammes d’explosif puissant, qui détruit généralement tout ou partie du pied de la victime. À l’opposé, une PMN-1 contient 249 grammes d’explosif qui peut facilement détruire toute la jambe d’une victime (nécessitant souvent une amputation au-dessus du genou) en plus d’infliger de graves blessures à l’autre jambe, ce qui peut également nécessiter une amputation en raison d’une blessure par explosion. La majorité des victimes de mines antipersonnel (par exemple, celles qui marchent sur une mine M14 contenant 29 grammes d’explosif) ont une très forte probabilité de survie, bien qu’elles souffrent inévitablement d’une incapacité permanente en ce qui concerne la marche. Cependant, la quantité d’explosif à l’intérieur d’une mine PMN-1 est si importante que le risque de décès des victimes est beaucoup plus élevé et, en supposant qu’elles survivent à leurs blessures, le degré d’invalidité infligé est beaucoup plus grave.
Ces mines sont de la taille de la paume de la main et de forme cylindrique. La PMN-1 a un boîtier en bakélite de couleur brune ou noire avec une plaque de pression en caoutchouc noir, et contient de l’explosif TNT.
La mine PMN-1 est armée en retirant un anneau d’acier à l’extrémité de la fusée horizontale. Lorsqu’elle est en position, la goupille à l’extrémité de l’anneau de traction retient un percuteur à ressort du détonateur. Le retrait de l’anneau déclenche un délai d’armement, qui comprend un mince fil d’acier (maintenu sous tension par le percuteur à ressort) qui doit couper une petite bande de plomb avant d’être libéré. Le processus de découpe de la bande de plomb prend entre 2 et 12 minutes, en fonction de la température ambiante. Une fois que le fil a complètement coupé la bande de plomb, le percuteur à ressort est libéré et glisse vers l’avant de quelques millimètres avant de s’arrêter, bloqué par la porte coulissante du mécanisme de la plaque de pression. À ce stade, la mine est entièrement armée, c’est-à-dire que la seule chose qui retient le percuteur à ressort du détonateur est un faible ressort sur le mécanisme de la plaque de pression. Par la suite, toute pression vers le bas sur la plaque de pression (c’est-à-dire lorsque quelqu’un marche sur la mine) surmonte la pression ascendante du ressort et pousse vers le bas la porte coulissante qui retient le percuteur à ressort. Cette action libère le percuteur qui bascule vers l’avant dans le détonateur, tirant à la fois celui-ci et le booster de tétryl adjacent, ce qui déclenche la détonation de la charge principale d’explosif TNT. Ce n’est pas une mine résistante aux explosions extérieures.
- Hauteur : 57 mm
- Diamètre : 112 mm
- Poids de la charge principale : 240 g de TNT (initié par un booster de tétryle de 9 grammes)
- Poids total : 600 g
- Fusée : MD-9 (sensible aux coups de couteau)
- Pression de déclenchement : 5,8 kg

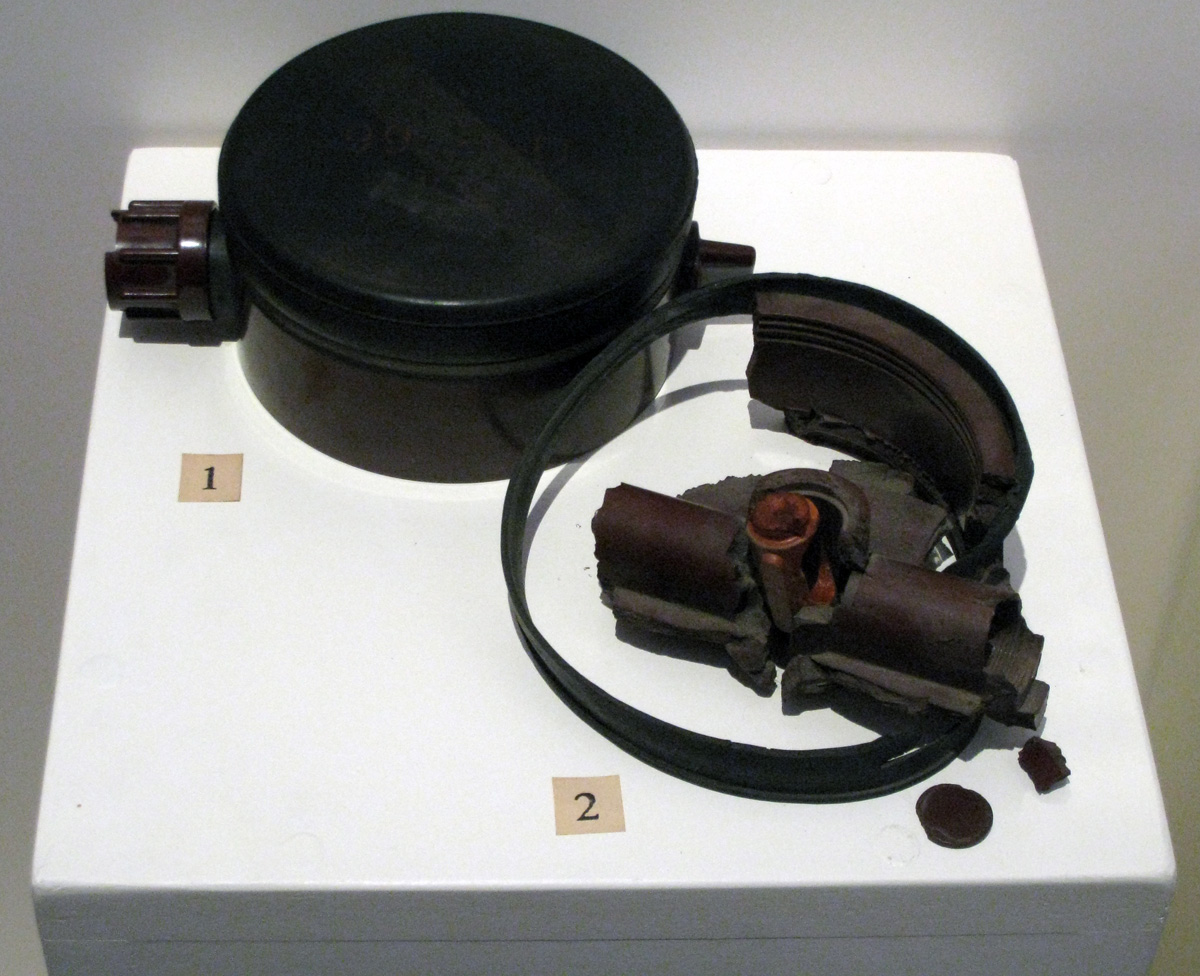
Deux mines PMN-1 : le premier exemplaire est complet, l’autre montre l’apparence d’une PMN-1 après qu’elle ait explosé

## PMN-2

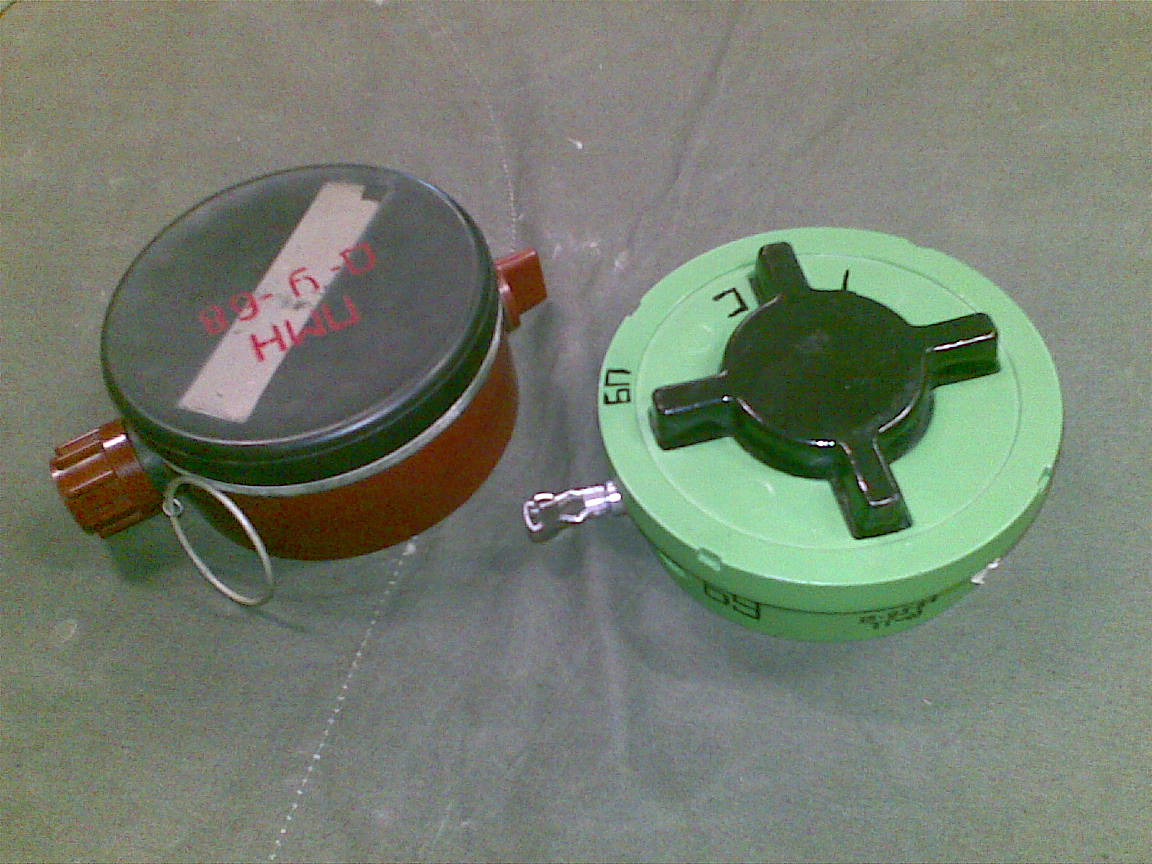
Mines PMN-1 et PMN-2. Les deux ont leur goupille d’armement en place, ce qui signifie que les mécanismes de mise à feu ne sont pas armés

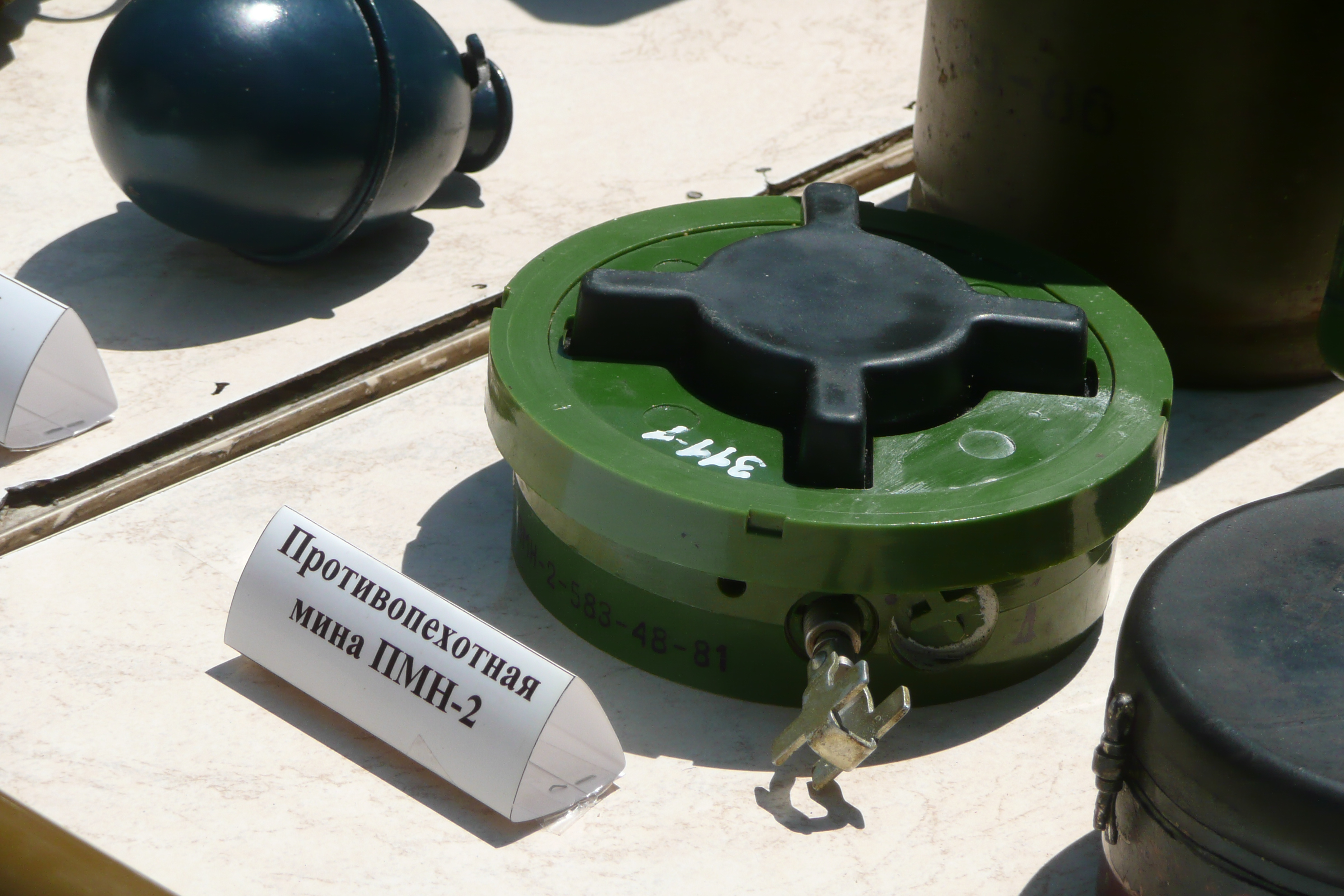
Mine PMN-2 avec sa goupille d’armement en place. Cette mine n’est pas armée

Le boitier de la mine PMN-2 est fabriqué à partir de plastique moulé par injection. En général, la couleur est vert feuille, mais parfois des exemplaires bruns peuvent être rencontrés. Le sommet de la mine est doté d’une plaque de pression en caoutchouc noir en forme de X. Le remplissage est un explosif à base de RDX/TNT qui est assez similaire à la composition B. Comme pour la PMN-1, la PMN-2 a un remplissage d’explosif exceptionnellement important par rapport à de nombreuses autres mines antipersonnel.
Une différence significative entre la PMN-1 et la PMN-2 est que la PMN-2 (dont la conception date du milieu des années 1970) contient une fusée plus moderne avec un déflecteur intégré sous la plaque de pression. Ceci, ainsi que la conception en forme de X de la plaque de pression, rend la PMN-2 beaucoup plus résistante aux contre-mesures traditionnelles, qui utilisent une surpression soudaine pour faire exploser les mines. Elle peut donc être considérée comme une mine résistante aux explosions. En revanche, un champ de mines PMN-1 (une conception des années 1950) peut être nettoyé avec succès par de telles méthodes.
La fusée de la PMN-2 dispose d’un délai d’armement d’environ 60 secondes. Lorsque la clé d’armement est tournée et retirée de la mine, la goupille d’armement est cisaillée. Cela permet au soufflet d’air à l’intérieur de la mine d’être gonflé par le ressort de compression, qui à son tour soulève une barre de « sécurité » de la trajectoire du toboggan, débloquant sa course. Le délai d’armement d’une PMN-2 est significativement plus court que celui d’une PMN-1.
- Hauteur : 53 mm
- Diamètre : 120 mm
- Poids de la charge principale : 100 g TG-40 (RDX/TNT)
- Poids total : 420 g
- Fusée: MD-9 (sensible aux coups de baïonnette)

## PMN-4

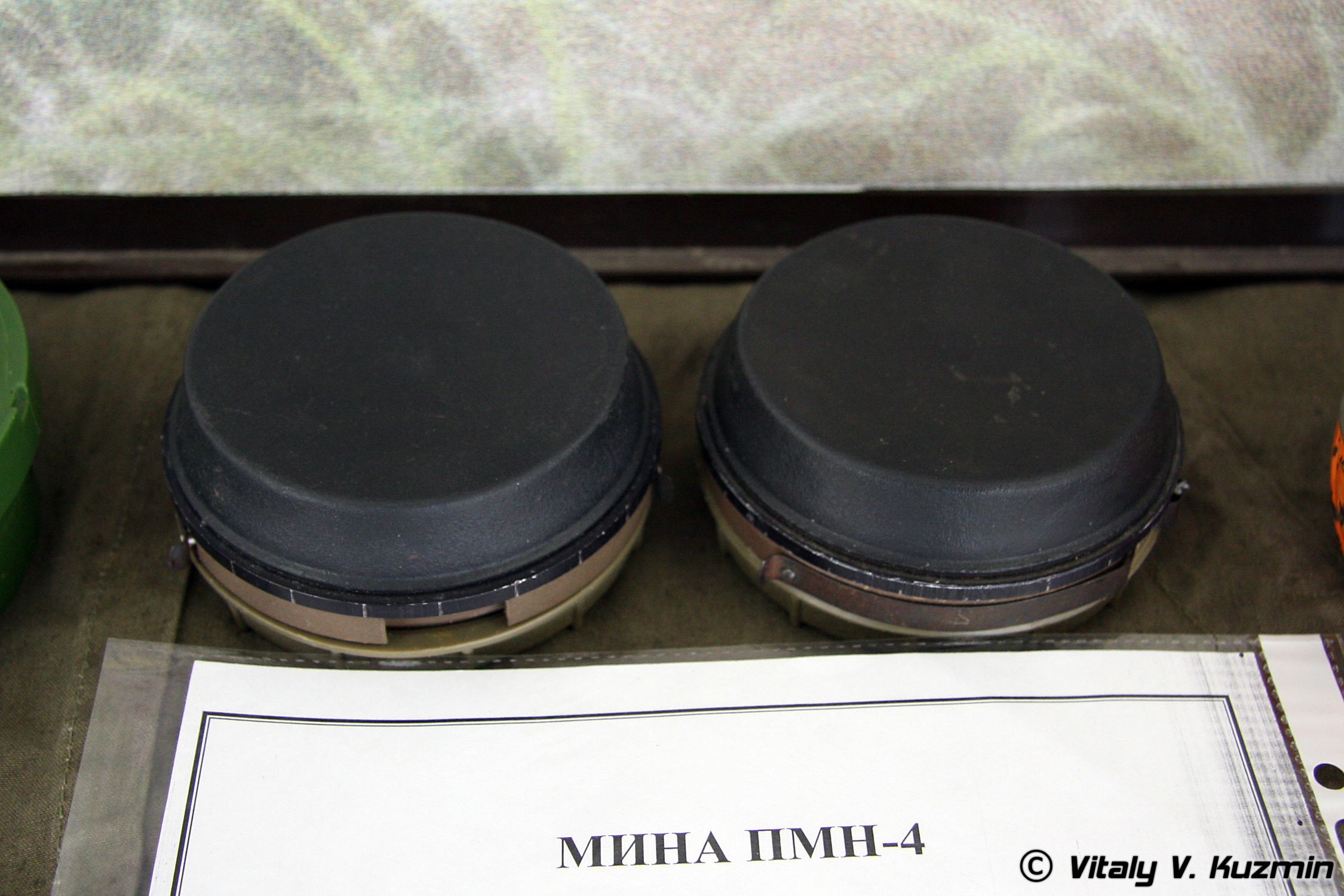
Une paire de mines PMN-4

La PMN-4 est une mine à retardement et à pression. La plaque de pression est noire et le corps est brun rougeâtre ou kaki. La plaque de pression en caoutchouc noir a une « araignée » de pression en plastique dissimulée en dessous, en forme de pétales de fleurs. Le diamètre de la mine est de 95 mm et la hauteur est de 46 mm. Le poids de la charge explosive est de 55 grammes. Il s’agit de 52 grammes de « TG-40 » (un mélange à 40% / 60% de TNT/RDX) et d’un booster de pentolite de 3 grammes. Le poids total de la mine est de 300 grammes. Les mines PMN-4 contiennent une quantité importante de composants métalliques, de sorte qu’elles sont facilement détectables avec un détecteur de métaux. Les détails sur le mécanisme de la fusée sont rares, bien qu’étant donné que la  PMN-4 a été conçu au début des années 1980, il est logique de supposer que la fusée est plus sophistiquée et/ou plus fiable que la fusée de la PMN-2 (une conception du milieu des années 1970) pour compenser le fait d’avoir une quantité d’explosif plus petite et une puissance destructrice considérablement réduite. De même, la PMN-4 est presque certainement une mine résistante aux explosions en raison de la conception de l'« araignée » de pression en forme de fleur sous la plaque de pression. Les diagrammes en coupe de la PMN-4 montrant ses composants confortent l’idée que la PMN-4 est d’une conception plus sophistiquée que la PMN-2.  Des exemplaires de PMN-4 ont été rencontrés en Ukraine et dans le sud de la Syrie.
- Hauteur : 42 mm
- Diamètre : 95 mm
- Poids de la charge principale : 50 g de TG-40 (RDX/TNT)
- Poids total : 300 g
- Force d’activation : 5 à 15 kg[6].

## Procédure de neutralisation
Il est considéré comme extrêmement dangereux de désarmer les mines PMN en enlevant la mise à feu, à moins qu’elles n’aient été posées que récemment et qu’elles soient en bon état. Même si c’est le cas, ce qui semble être une mine PMN-1 standard pourrait en fait être les versions PMN-3 ou MC-3, qui disposent d’un dispositif anti-manipulation intégré spécialement conçu pour tuer les démineurs. Quoi qu’il en soit, il est très facile de piéger une mine PMN standard en y fixant une fusée de traction ou en plaçant un dispositif anti-manipulation ML-7 en dessous. Par conséquent, la procédure standard de sécurité pour les mines PMN consiste à les détruire in situ à l’aide d’une petite charge explosive.

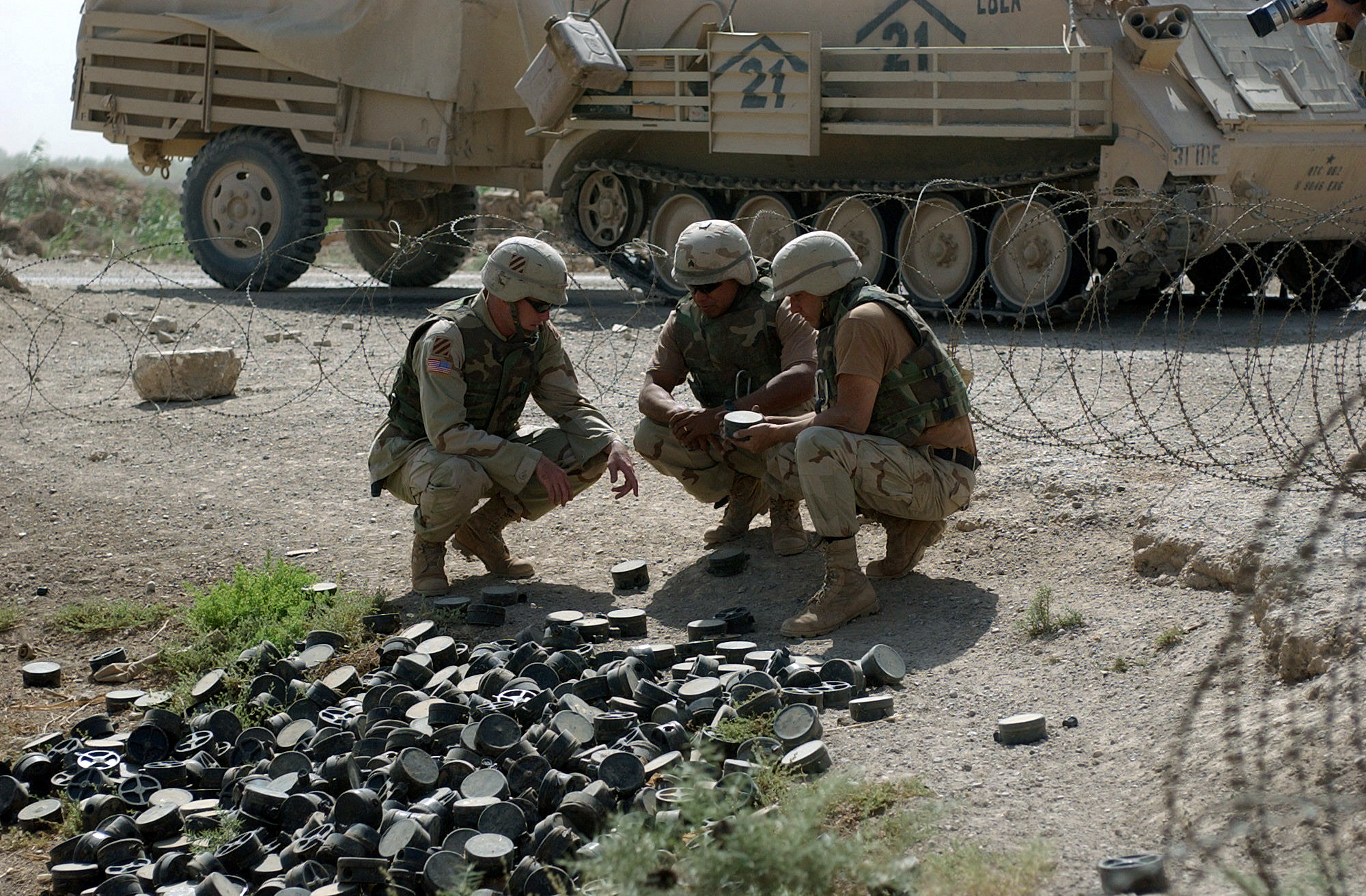
Mines de type PMN-1 trouvées en Irak (2003)
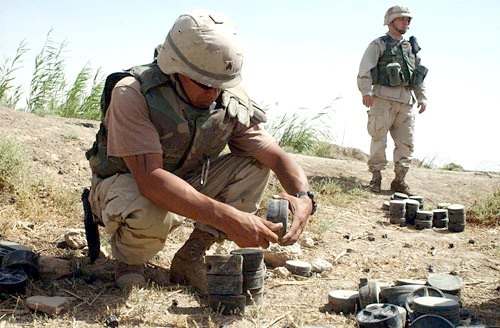
Soldat de l’armée américaine avec diverses mines PMN-1 près de Falloujah, en Irak.

## Variantes
- Type 58 : Copie chinoise de la PMN-1[8]
- MM 2 : Copie birmane de la PMN-1 utilisée au Myanmar[9]
- Gyata 64 : Copie hongroise de la PMN-1[10]
- Mine PM-79 : variante bulgare de la PMN-1[11]
- MS-3 : Existe depuis au moins 1973. Elle ressemble à la PMN-1, mais possède un petit « blister » au centre de la plaque de pression, incorporant un dispositif anti-manipulation à ressort et à relâchement de pression. Le contenu explosif est de 310 grammes de TNT. Le poids total d’une MS-3 est de 630 g. Une MS-3 nécessite une charge minimale comprise entre 5 et 6 kg sur le « blister » pour éviter la détonation. En conséquence, les mines MS-3 armées seront toujours rencontrées sous un objet lourd, comme sous une mine bondissante OZM ou parfois une mine antichar, pour agir comme un dispositif anti-manipulation. Il convient de noter que la détonation d’une MS-3 sous une mine antichar peut provoquer une détonation par réaction de la plus grosse mine. De plus, une MS-3 peut être utilisée simplement comme un piège conventionnel sans être enterrée, par exemple délibérément placée à l’intérieur d’un bâtiment ou d’un véhicule avec un poids dessus, comme une valise[12].
- PMN-3 : ressemble à la PMN-2, mais intègre un dispositif anti-manipulation à interrupteur à bascule alimenté par batteries, conçu pour tuer ou blesser les démineurs. La teneur en explosifs est de 80 g de RDX flegmatisé, c’est-à-dire de RDX et de cire de paraffine. Le poids total de la PMN-3 est de 600 g. Cette mine a été rencontrée en Tchétchénie[13].